# Pavel Novák (Radsportler)
Pavel Novák (* 3. Dezember 2004 in Jindřichův Hradec) ist ein tschechischer Radrennfahrer, der im Straßenradsport aktiv ist.

## Sportlicher Werdegang
Bis zu seinem vierzehnten Lebensjahr spielte Novák Eishockey, erst danach begann er mit dem Radsport. 2021 wurde er auf der Bahn bei den Junioren nationaler Meister in der Mannschaftsverfolgung sowie Vizemeister in der Einerverfolgung und vertrat sein Land bei den Europameisterschaften. 2022 ging er nach Italien, wo er mit dem Nachwuchsteam Ciclistica Trevigliese drei Rennen des nationalen Kalenders gewinnen konnte. International erreichte er einen zweiten Etappenplatz beim Grand Prix Rüebliland. Zudem wurde er 2022 tschechischer Juniorenmeister im Einzelzeitfahren.
Zur Saison 2023 wurde Novák Mitglied im italienischen Team Colpack Ballan. Neben einem Sieg bei einem Rennen des nationalen Kalenders machte er beim Giro della Valle d’Aosta-Mont Blanc durch einen dritten Etappenrang und den sechsten Platz in der Gesamtwertung auf sich aufmerksam. In der zweiten Saisonhälfte erhielt er die Möglichkeit, als Stagiaire für das Q36.5 Pro Cycling Team zu fahren, zu einem Profivertrag kam es jedoch noch nicht. 2024 erzielte er mit dem Gewinn der Trofeo Piva seinen ersten Sieg bei einem internationalen Rennen. Den Giro Next Gen, eines der wichtigsten Rennen in der U23, beendete er als Fünfter der Gesamtwertung. In der zweiten Saisonhälfte war er Stagiaire beim UCI WorldTeam Jayco AlUla, ein Profivertrag kam erneut noch nicht zustande.
2025 war Novák als Sechster der Tour de Hongrie der bestplatzierte Fahrer aus einem Continental Team. Beim Giro Next Gen gewann er die Bergankunft der siebten Etappe in Prato Nevoso und beendete die Rundfahrt – nach dem fünften Platz im Vorjahr – als Dritter auf dem Podium.

## Erfolge
2021
- Tschechischer Meister – Mannschaftsverfolgung (Junioren)

2022
- Tschechischer Meister – Einzelzeitfahren (Junioren)

2024
- Trofeo Piva

2025
- eine Etappe Giro Next Gen